# Enoraen
Enoraen is een bestuurslaag in het regentschap Kupang van de provincie Oost-Nusa Tenggara, Indonesië. Enoraen telt 1257 inwoners (volkstelling 2010).